# Lake Meredith Estates
Lake Meredith Estates – jednostka osadnicza w Stanach Zjednoczonych, w stanie Teksas, w hrabstwie Hutchinson.